# Serviço Social do Comércio

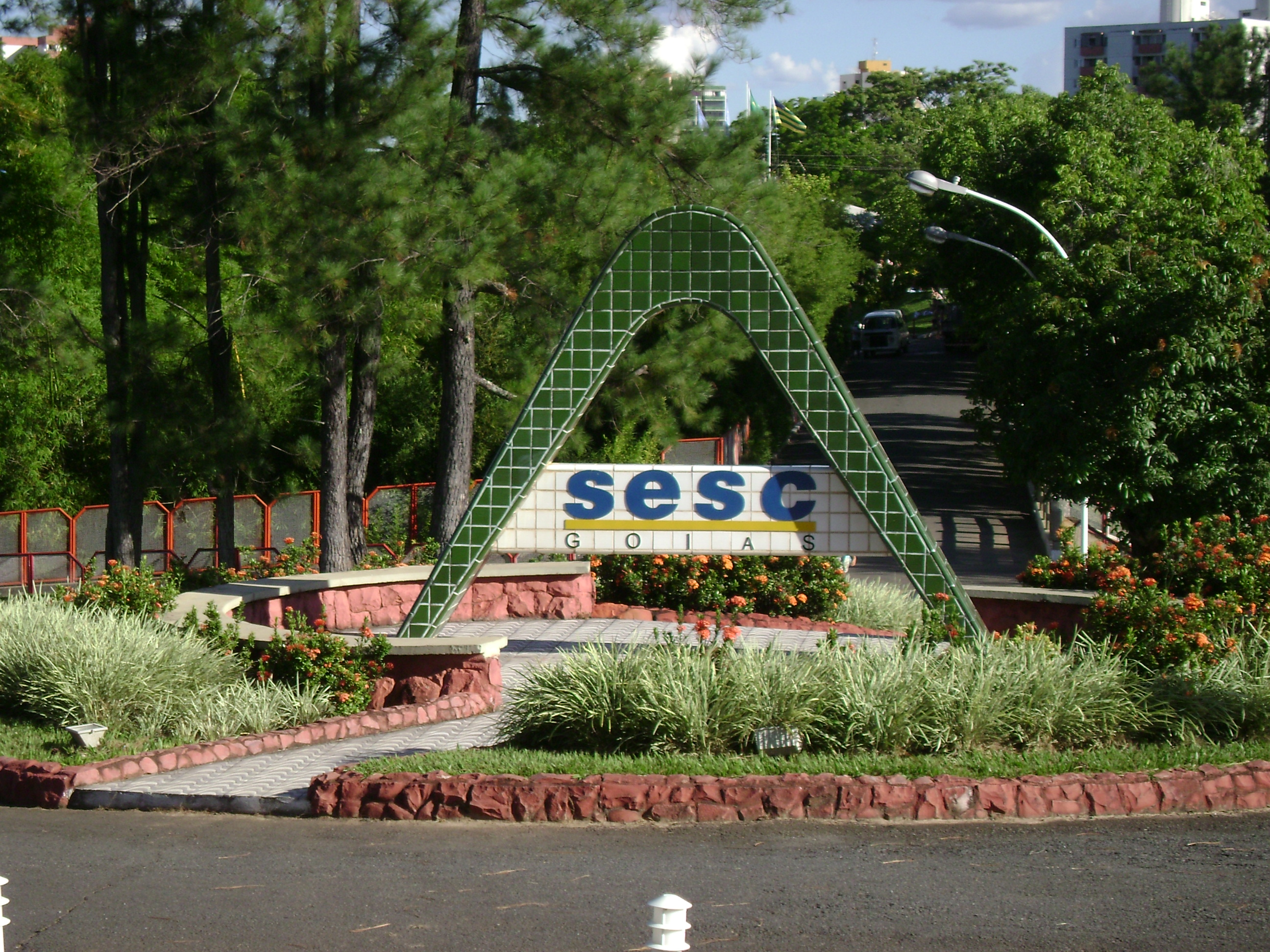
Praça dentro do Sesc Caldas Novas.

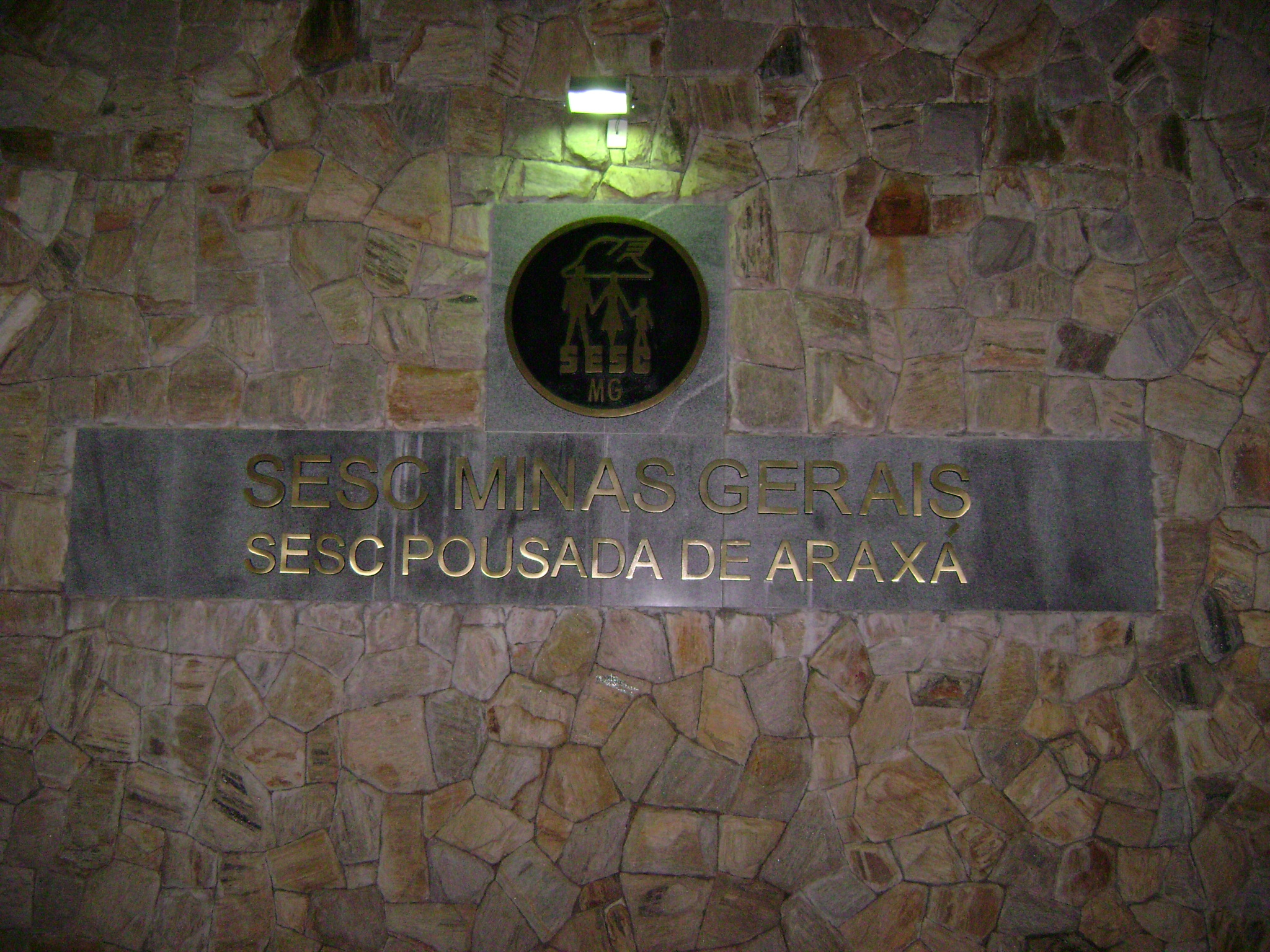
Inscrição na entrada do Sesc Araxá.

O Serviço Social do Comércio (Sesc) é uma instituição brasileira privada sem fins lucrativos.
Foi criado em 1946, no dia 13 de setembro, pelo Decreto-Lei n° 9.853, em que o Presidente Eurico Gaspar Dutra autoriza a Confederação Nacional do Comércio a criar o Serviço Social do Comércio - SESC.
A sede do Departamento Nacional do Sesc está localizada na cidade do Rio de Janeiro, em Jacarepaguá.

## Sesc Digital
A Sesc Digital é uma plataforma de streaming gratuita lançada pelo Sesc São Paulo em 2020 onde são lançados filmes toda semana com curadoria do CineSesc. Na plataforma também foram apresentadas mostras e festivais de cinema como: a Mostra Internacional de Cinema de São Paulo, o Festival de Cinema Latino-Americano de São Paulo e a Mostra Mundo Árabe de Cinema em Casa.
Em outubro de 2021 foi iniciada uma série para a transmissão de filmes, o Cinema #EmCasaComSesc.